# 安帝古倫拍賣行
安帝古倫拍賣行（Antiquorum），是一家瑞士拍賣行，由Osvaldo Patrizzi於1974年創立，專長於古董錶及品牌鐘錶拍賣。安帝古倫拍賣行在日內瓦、紐約、洛杉磯、巴黎、慕尼黑、米蘭、倫敦、香港、上海、東京、莫斯科都有辦事處。

## 著名拍賣項目
- 2008年10月，阿尔伯特·爱因斯坦的金色浪琴手表。[1][2]
- 2009年3月，圣雄甘地遺物包括眼鏡、真力时怀表、碗盤、涼鞋等。[1]
- 2009年11月以及2004年3月，分别拍卖售出一枚黄金的百达翡丽Calibre 89怀表和一枚白金的百达翡丽Calibre 89怀表，两枚怀表的成交价均超过500万美金、成为安帝古倫拍賣行的最高拍卖纪录，在世界表类拍卖纪录中均位列世界前十（截止2018年）。[3][4][5][6]

## 外部參考
- 安帝古倫拍賣行 官方網址
- 安帝古倫拍賣行背景 （页面存档备份，存于）